# Saison 1 de How I Met Your Mother
Chronologie
Saison 2
Cet article présente les épisodes de la première saison de la série télévisée How I Met Your Mother.

## Distribution

### Personnages principaux
- Josh Radnor (VF : Xavier Béja) : Ted Mosby
- Jason Segel (VF : Didier Cherbuy) : Marshall Eriksen
- Alyson Hannigan (VF : Virginie Ledieu) : Lily Aldrin
- Neil Patrick Harris (VF : François Pacôme) : Barney Stinson
- Cobie Smulders (VF : Valérie Nosrée) : Robin Scherbatsky
- Bob Saget (VF : Jean-Claude Montalban) : Ted Mosby âgé, narrateur (non crédité)
- Lyndsy Fonseca (VF : Chloé Berthier) : fille de Ted
- David Henrie (VF : Olivier Podesta) : fils de Ted

### Personnages récurrents
- Ashley Williams (VF : Murielle Naigeon) : Victoria

### Personnages secondaires dans la saison
- Marshall Manesh (VF : Jean-François Kopf) : Ranjit, le chauffeur de taxi
- Alexis Denisof (VF : Eric Legrand) : Sandy Rivers
- Camryn Manheim (VF : Marie-Laure Beneston) : Ellen Pierce
- Bill Fagerbakke (VF : Bernard Allouf) : Marvin Eriksen Sr.
- Suzie Plakson (VF : Catherine Privat) : Judy Eriksen
- Robert Michael Ryan (VF : Jean-Christophe Clément) : Marvin Eriksen Jr.
- Ned Rolsma : Marcus Eriksen
- Danica McKellar (VF : Béatrice Bruno) : Trudy
- Virginia Williams (VF : Noémie Orphelin) : Claudia
- Matt Boren (VF : Yann Le Madic) : Stuart
- Bryan Callen (VF : Guillaume Lebon) : Bilson
- Taran Killam (VF : Philippe Bozo) : Blauman
- David Burtka (VF : Anatole de Bodinat) : Scooter
- Amy Acker (VF : Léa Gabriele) : Pénélope

## Résumé de la saison
On peut découper les événements de cette première saison en trois parties principales.
- Première partie : Un amour à sens unique (épisodes 1 à 11) :

Cette première phase de la série sert surtout à présenter et caractériser les personnages. Les différents épisodes, hormis les deux premiers, n'ont pas de liens réels et peuvent être considérés comme de petites histoires autonomes. Ces épisodes ouvrent et concluent généralement sur les enfants de Ted qui, en 2030, écoutent le récit de leur père. Chronologiquement, ces épisodes se déroulent entre la rentrée 2005 et janvier 2006.
Au moment où son colocataire et meilleur ami Marshall demande sa petite amie Lily en mariage, Ted Mosby sent sa vie basculer. Il décide de se mettre à la recherche de sa future épouse, malgré les mises en garde de son ami Barney qui lui déconseille de songer au mariage avant d'avoir atteint la trentaine. Très vite, Ted rencontre au Mac Laren’s une splendide jeune femme dont il tombe aussitôt fou amoureux, la journaliste Robin Scherbatsky. Les deux jeunes gens ont un premier rendez-vous qui se passe merveilleusement bien et se termine à l'appartement de celle que Ted voit déjà comme sa future femme. Mais il commet alors une terrible erreur en avouant son amour à Robin, déclaration qu’elle juge largement prématurée, demandant du coup à son soupirant de rentrer chez lui. Anéanti, Ted finit par se faire à l'idée qu'il ne la reverra jamais, mais c’est sans compter sur le fait que Robin est devenue une habituée du Mac Laren’s où elle s’est très vite liée d’amitié avec Lily. Elle avoue d’ailleurs à Lily qu’elle ne souhaite que des relations occasionnelles, malgré ce qu'elle ressent pour Ted, ce qui lui interdit de lui céder car elle sait qu'il recherche quelque chose de beaucoup plus sérieux. Déterminé à ne pas abandonner celle qui est l'amour de sa vie, Ted invite Robin à trois fêtes successives et l'amène sur le toit de son immeuble. Là, il lui promet qu'il pourra accepter une relation moins sérieuse, mais après avoir embrassé Robin, il réalise que ses sentiments sont toujours aussi forts et qu'il serait donc une erreur de se mettre ensemble. Les deux jeunes gens décident alors de rester amis.
Par la suite Ted, soucieux de surmonter son chagrin, entreprend de multiples tentatives pour rencontrer une autre femme mais Robin hante toujours son esprit. Son ami Barney l'épaule de manière active, même si ses méthodes ne sont pas toujours du goût du romantique architecte. Ted tente entre autres sa chance dans une agence de rencontre, il veut croire en sa destinée commune avec une fille qu’il a rencontrée quatre ans plus tôt lors d’une fête de Halloween et songe également à reprendre contact avec ses anciennes conquêtes avant de se saouler pour vivre une nuit exceptionnelle. Pendant ce temps, Robin a plusieurs petits amis éphémères parmi lesquels un gentil garçon du nom de Mike et un millionnaire appelé Derreck. Mais l'enthousiasme de la journaliste reste toujours modéré et ses ruptures successives ne semblent pas l'affecter outre mesure.
De leur côté, Lily et Marshall, après s’être fiancés, sont obligés de faire face à leur avenir. Il est temps pour eux de se comporter en adultes et de régler des questions essentielles : où devront grandir leurs enfants ? Qui de Ted ou de Marshall gardera l'appartement après le mariage ?
Enfin, le soir du 31 décembre 2005, Ted invite ses amis à faire le tour de New York en limousine. Il convie également une fille dont il pense qu'elle est attirée par lui, mais celle-ci comprend bien vite qu’en réalité Ted n'a d'yeux que pour Robin. Elle lui révèle d’ailleurs que l’apparente indifférence de la journaliste est feinte. En effet, Robin promet à Ted de l'embrasser à minuit, ce qui se produit, faisant renaître l'espoir dans le cœur du jeune homme.
- Deuxième partie : L'« ère victorienne » (épisodes 12 à 18) :

À partir du milieu de la saison, les enfants de Ted disparaissent de l'écran, même si le narrateur continue de s'adresser à eux. On note aussi comme second grand changement la plus grande cohérence interne des épisodes qui présentent davantage une histoire continue. Les événements se déroulent entre janvier et le printemps 2006.
Déterminé à tenter de nouveau sa chance avec elle coûte que coûte, Ted invite Robin à l'accompagner au mariage de ses amis Claudia et Stuart. Elle accepte avec joie mais est à la dernière minute retenue sur son lieu de travail. Déprimé, Ted se rend donc seul à la cérémonie, où il fait la connaissance de Victoria, avec laquelle il passe une soirée magique. Enthousiasmé, il décide de revoir la jeune femme qui devient bien vite sa nouvelle petite amie. Cette relation n'est pas du tout du goût de Robin, qui doit successivement avouer à Lily et à Barney qu'elle a réalisé qu'elle était vraiment amoureuse de Ted et qu'elle veut le récupérer.
L'entente entre Ted et Victoria semble parfaite, jusqu'au moment où la jeune femme se voit offrir la chance de s’inscrire à une école de pâtisserie en Allemagne. Ted tente d’abord de la retenir mais la laisse finalement partir, bien décidé à poursuivre une relation à distance. Malheureusement, celle-ci se révèle bien vite difficile et Ted finit par se convaincre que leur rupture n'est plus qu'une question de temps. C’est alors que Robin prend l'initiative d'inviter le jeune homme chez elle en pleine nuit. Malgré ses hésitations, Ted sait que Robin est la femme de sa vie et décide de se rendre chez elle. Mais au moment où ils s'apprêtent à passer la nuit ensemble, Victoria appelle. Robin, qui pensait qu'ils avaient rompu, est furieuse contre Ted et lui ordonne de partir.
Pendant tout ce temps, les projets de mariage de Marshall et Lily se précisent, les deux jeunes fiancés doivent se mettre d'accord sur les détails de leur cérémonie, ce qui n'est pas toujours facile. Barney profite du trouble qui s'empare de Marshall pour lui faire comprendre que le salaire d'un avocat écologiste ne sera pas suffisant pour rendre Lily heureuse, et lui propose donc de travailler avec lui chez Ultracell. Marshall refuse dans un premier temps mais il est obligé d'accepter lorsque Lily détruit accidentellement une robe de mariée très coûteuse lors d'un essayage. Commence alors pour Marshall une nouvelle carrière, soi-disant provisoire, dans le département juridique d’Ultracell.
- Troisième partie : Les grands bouleversements (épisodes 19 à 22) :

Ces derniers épisodes, à la cohérence interne encore plus marquée, servent à préparer les changements de la fin de la première saison.
La relation entre Ted et Robin est tendue, les deux jeunes gens essaient mutuellement de se rendre jaloux, et la journaliste fait mine de céder aux avances répétées de son collègue Sandy Rivers.
Entre-temps, plus son mariage approche, plus Lily est rongée par le doute. Elle se rappelle ses rêves de jeunesse et constate qu'elle n'en a réalisé aucun. Troublée, elle envoie une candidature pour participer à une communauté artistique de trois mois à San Francisco. Lorsque Marshall l'apprend, il est choqué, et l'idée de repousser le mariage lui déplaît fortement. Leur couple entre alors dans une crise, Lily va-t-elle ou non partir pour la Californie et mettre ainsi leur relation en danger ?
De son côté, Ted est à bout de nerfs car il croit que Robin va réellement sortir avec Sandy. Il tente alors le tout pour le tout en surprenant la jeune femme dans son appartement accompagné d'un orchestre de cordes, mais elle n'est toujours pas prête à s'engager. Ted décide donc que seuls des moyens surnaturels pourront lui permettre de conquérir enfin son grand amour : pour éviter que Robin ne parte en camping avec Sandy, il fait appel aux vieux esprits amérindiens afin de provoquer la pluie. Une terrible averse oblige en effet Robin à annuler sa sortie et Ted en profite pour se rendre chez elle. Cette fois, elle ne le repousse plus et ils finissent par se mettre ensemble après un long baiser… Mais en rentrant chez lui ce soir là, Ted doit constater qu'il n’est pas le seul pour qui cette nuit a tout changé : Marshall et Lily ont rompu, et Lily a quitté New-York.

## Épisodes

### Épisode 1:Un signe...
- États-Unis : 19 septembre 2005 (CBS)
- France : 11 février 2007 (Canal+)

- Saba Homayoon : Yasmin
- Monique Edwards : la productrice de Robin

### Épisode 2:Je te présente Ted
- États-Unis : 26 septembre 2005 (CBS)
- France : 18 février 2007 (Canal+)

- Jae Head : Leroy
- Jon Bernthal : Carlos
- Beth Riesgraf : la collègue de Carlos

### Épisode 3:Un goût de liberté
- États-Unis : 3 octobre 2005 (CBS)
- France : dimanche 25 février 2007 16:30 (Canal+)

- Carla Toutz : Sascha
- Robb Derringer : Derrick
- Earl Billings : McNeil

### Épisode 4:Retour de flamme
- États-Unis : 10 octobre 2005 (CBS)
- France : dimanche 4 mars 2007 16:30 (Canal+)

- Ange Billman : Steph
- Jackie Geary : Jackie
- Anne Dudek : Natalie
- Charlene Amoia : Wendy

### Épisode 5:La soirée dégustation
- États-Unis : 17 octobre 2005 (CBS)
- France: dimanche 11 mars 2007 16:30 (Canal+)

- Samm Levine : Phil
- Eddie Alfano : premier videur
- Jayma Mays : la fille du vestiaire
- Vanessa Lee Evigan : Kelly
- Sebastian Siegel : le barman

### Épisode 6:Halloween
- États-Unis : 24 octobre 2005 (CBS)
- France : dimanche 18 mars 2007 16:30 (Canal+)

- Chad Lindsey : l'ange
- Krizia Bajos : la Tahitienne
- Jeremy Gabriel: Mike

### Épisode 7:L'élue
- États-Unis : 7 novembre 2005 (CBS)
- France : dimanche 25 mars 2007 16:30 (Canal+)

- Camryn Manheim : Ellen Pierce
- Beth Lacke : Sarah O'Brien

### Épisode 8:Le duel
- États-Unis : 14 novembre 2005 (CBS)
- France : dimanche 1er avril 2007 16:30 (Canal+)

- Miki Mia : la serveuse
- Keri Safran : Katie
- Martin Starr : Kevin

### Épisode 9:Charité bien ordonnée
- États-Unis : 21 novembre 2005 (CBS)
- France : dimanche 8 avril 2007 16:30 (Canal+)

- Jennifer Ann Wilson : Ashley Eriksen
- Ned Rolsma : Marcus Eriksen
- Robert Michael Ryan : Marvin Eriksen Jr
- Bill Fagerbakke : Marvin Eriksen Sr
- Suzie Plakson : Judy Eriksen

### Épisode 10:L'affaire de l’Ananas
- États-Unis : 28 novembre 2005 (CBS)
- France : dimanche 22 avril 2007 16:30 (Canal+)

- Joanna Leeds : Jane
- Danica McKellar : Trudy

### Épisode 11:Bonne année
Pour les articles homonymes, voir Bonne année.
- États-Unis : 19 décembre 2005 (CBS)
- France : dimanche 22 avril 2007 16:50 (Canal+)

- Natalie Denise Spearl : Natalya
- Kathleen Rose Perkins : Mary Beth
- J. P. Manoux : Not-Moby

### Épisode 12:Seul ou accompagné
- États-Unis : 9 janvier 2006 (CBS)
- France : dimanche 29 avril 2007 16:30 (Canal+)

- Matt Boren : Stuart
- Virginia Williams : Claudia
- Ashley Williams : Victoria

### Épisode 13:L'inconnue
- États-Unis : 23 janvier 2006 (CBS)
- France : dimanche 6 mai 2007 16:30 (Canal+)

- Ashley Williams : Victoria
- Matt Boren : Stuart
- Virginia Williams : Claudia
- Napiera Groves : Tanya

### Épisode 14:La bataille navale
Pour les articles homonymes, voir Bataille navale (homonymie).
- États-Unis : 6 février 2006 (CBS)
- France : dimanche 20 mai 2007 16:25 (Canal+)

- Sarah Loew : l'amie larguée
- Jason Thornton : Kevin

### Épisode 15:Révélations
- États-Unis : 27 février 2006 (CBS)
- France : dimanche 20 mai 2007 16:45 (Canal+)

- Suzie Plakson : Judy Eriksen
- Katie Walder : Shannon
- Mark Derwin : le gars en costume

### Épisode 16:Amour et pâtisserie
- États-Unis : 6 mars 2006 (CBS)

- Caroline Lagerfelt : la vendeuse
- Sergey Brusilovsky : Sergei

### Épisode 17:La vie parmi les gorilles
- États-Unis : 20 mars 2006 (CBS)

- Tyler Peterson : Marshall jeune
- Taran Killam : Blauman
- Bryan Callen : Bilson
- Diane Salinger : Dr. Birnholz-Vazquez

### Épisode 18:C'est plus l'heure
- États-Unis : 10 avril 2006 (CBS)

- George Cheung : Elvis coréen

### Épisode 19:La jalousie a un prix
- États-Unis : 24 avril 2006 (CBS)

- Erinn Bartlett : Mary
- Robert Michael Morris : Lou

### Épisode 20:C'est mon dernier bal
- États-Unis : 1er mai 2006 (CBS)

- Joanne Brooks : Valerie
- Alek Friedman : Todd
- John Reha : Sean
- Brent Turnol : Andrew

### Épisode 21:Arrière-goût
- États-Unis : 8 mai 2006 (CBS)

- Charlene Amoia : Wendy
- Nate Torrence : Clark Butterfield
- Eric Allan Kramer : Bob Rorschach

### Épisode 22:La danse de la pluie
- États-Unis : 15 mai 2006 (CBS)

- Amy Acker : Penelope
- Suzanne Ford : la vétérinaire